# Joseph O’Connell
Joseph Peter O’Connell (ur. 10 grudnia 1931 w Melbourne, zm. 27 kwietnia 2013) – australijski duchowny rzymskokatolicki, w latach 1976-2006 biskup pomocniczy Melbourne.

## Życiorys
Święcenia kapłańskie przyjął 28 lipca 1957 w swojej rodzinnej archidiecezji Melbourne. Udzielił ich mu abp Justin Simonds, ówczesny koadiutor archidiecezji. 24 stycznia 1976 papież Paweł VI mianował go biskupem pomocniczym Melbourne ze stolicą tytularną Sanctus Germanus. Sakry udzielił mu 31 marca 1976 Frank Little, ówczesny arcybiskup metropolita Melbourne. 11 grudnia 2006, dzień po osiągnięciu biskupiego wieku emerytalnego (75 lat), zakończył urzędowanie i stał się jednym z biskupów seniorów archidiecezji.